# Алькантара (комарка)
Алька́нтара (исп. Comarca de Alcántara) — район (комарка) в Испании, входит в провинцию Касерес в составе автономного сообщества Эстремадура.

## Муниципалитеты
1. Алькантара (Касерес)
2. Бросас
3. Секлавин
4. Эсторнинос
5. Мата-де-Алькантара
6. Навас-дель-Мадроньо
7. Пьедрас-Альбас
8. Портесуэло
9. Вилья-дель-Рей
10. Сарса-ла-Майор